# RoadBlasters
RoadBlasters (Japans: ロードブラスターズ) is een computerspel dat werd ontwikkeld en uitgegeven door Atari Games Corporation. Het spel kwam in 1987 uit als arcadespel. Later volgde ook ports voor de homecomputer. Het spel is een futuristisch autoracespel. Onderweg komt de speler diverse tegenstanders tegen. De auto van de speler is voorzien van een machinegeweer om de tegenstanders te vernietigen. Het spel omvat 50 levels. De brandstof is beperkt en onderweg kan er bijgetankt worden. Bij veel levels is het tijdig brandstof inslaan van belang om succesvol het einde te halen. Het perspectief wordt weergegeven in de derde persoon.

## Platforms
| Jaar | Platform                                      |
| ---- | --------------------------------------------- |
| 1987 | Arcade                                        |
| 1988 | Amiga, Amstrad CPC, Commodore 64, ZX Spectrum |
| 1989 | Atari ST                                      |
| 1990 | Lynx, NES                                     |
| 1991 | Sega Mega Drive                               |

## Ontvangst
| Beoordeeld door                       | Platform        | Datum          | Score |
| ------------------------------------- | --------------- | -------------- | ----- |
| Your Sinclair                         | ZX Spectrum     | oktober 1988   | 80%   |
| Video Games                           | Lynx            | maart 1991     | 74%   |
| neXGam                                | Lynx            | 2004           | 72%   |
| Sega-16.com                           | Sega Mega Drive | 27 juni 2004   | 70%   |
| Power Play                            | Atari ST        | mei 1989       | 70%   |
| ACE (Advanced Computer Entertainment) | Commodore 64    | september 1988 | 65%   |
| Happy Computer                        | Commodore 64    | augustus 1988  | 51%   |
| Mean Machines                         | NES             | november 1990  | 47%   |
| Tilt                                  | Commodore 64    | oktober 1988   | 40%   |
| Commodore Force                       | Commodore 64    | augustus 1993  | 22%   |